# 25597 Glendahill
25597 Glendahill este o planetă minoră (asteroid), cu un diametru de 2,855 km, din centura de asteroizi. A fost descoperită pe 31 decembrie 1999 la Stația Anderson Mesa de Lowell Observatory Near-Earth-Object Search. 
Obiectul prezintă o orbită caracterizată de o semiaxă mare de 2,2641202 UAi, o excentricitate de 0,26, o înclinație de 4,20375 ° în raport cu ecliptica.